# リビス
リビスまたはリビュス（学名：Libys）は、中生代ジュラ紀に棲息していた硬骨魚類の一種。
肉鰭亜綱（en）- 総鰭下綱（en）- シーラカンス目- ラティメリア科の初期のものと考えられ、現生のシーラカンスとして知られるラティメリア属の比較的近縁にあたる祖先系の属とされる（1属2種）。
その化石はドイツで発見されている。